# Парки Львова

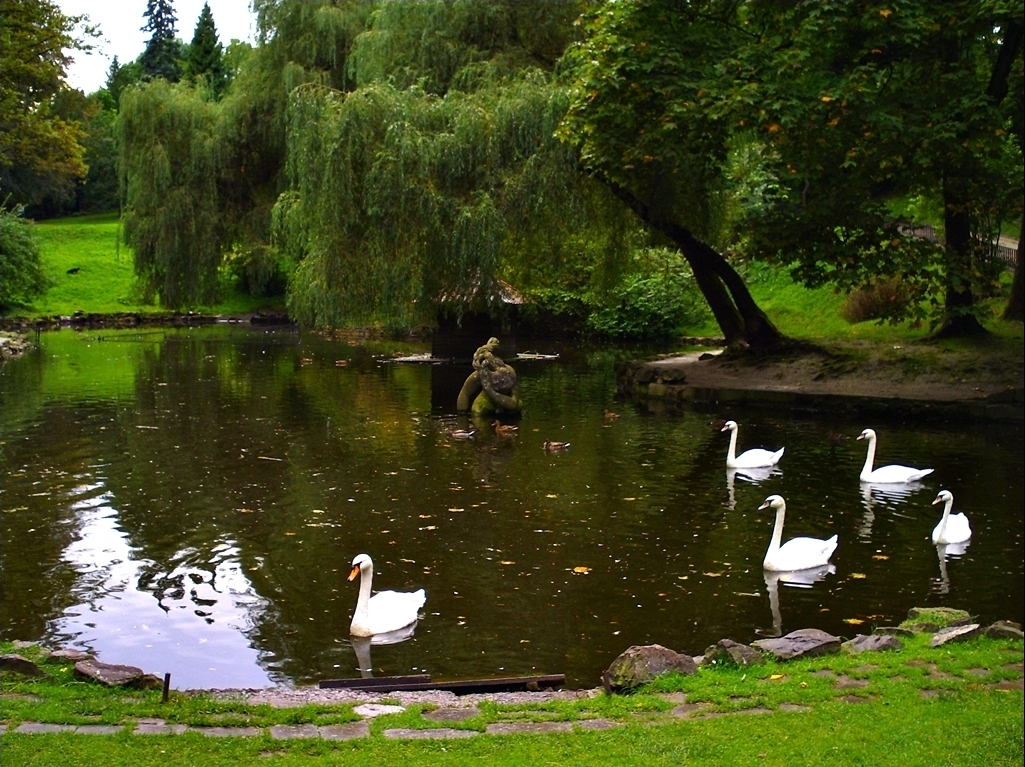
Лебеді в Стрийському парку (2010)

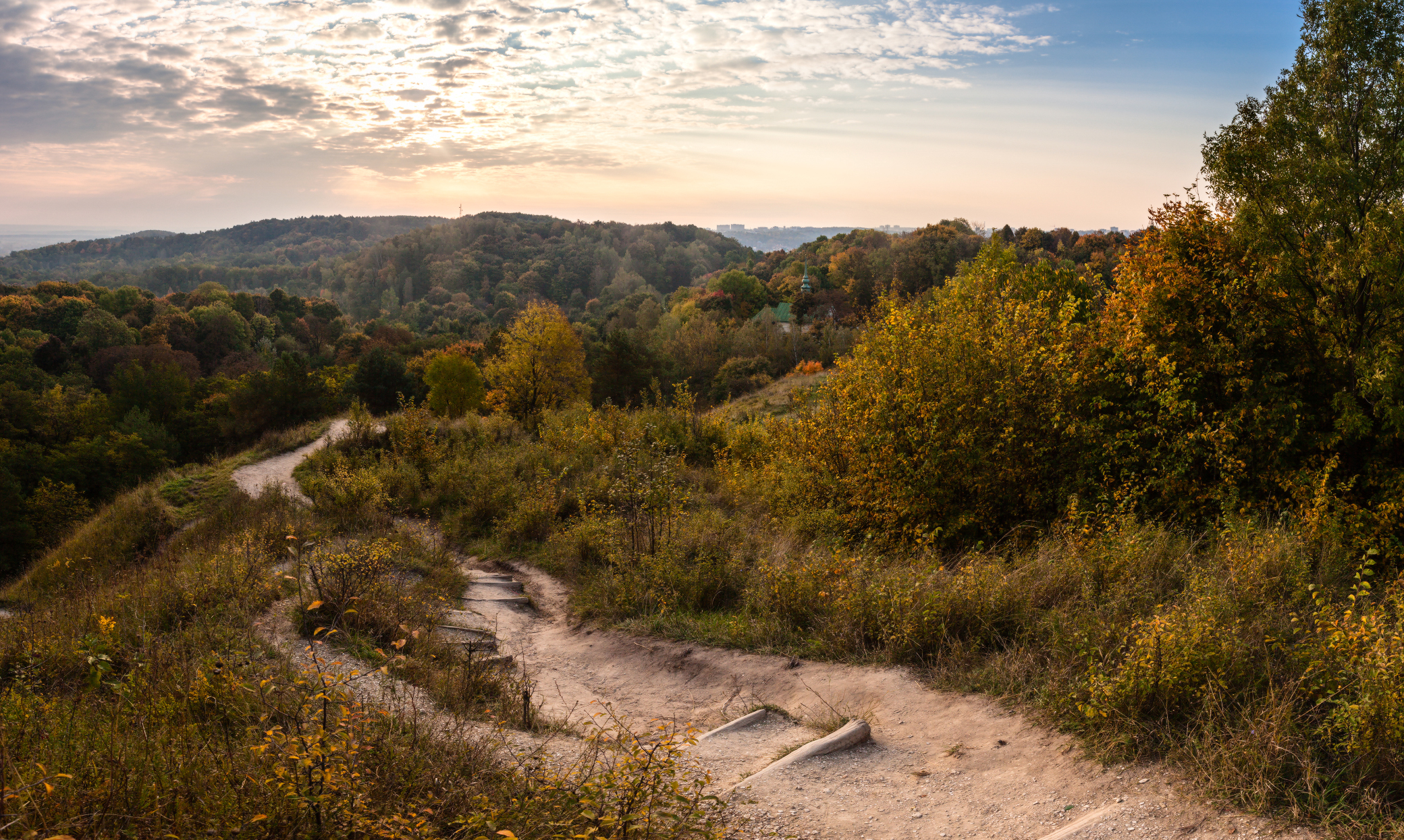
Осінь на Кайзервальді, парк «Знесіння» (2017)

У Львові існує понад 20 парків, серед яких найстарішим є Парк імені Івана Франка (заснований в кінці XVI століття) а найбільшим — Знесіння (площа 312 га). Існують також 3 ботанічні сади та більше 30 пам'яток природи.
Нижче наведений перелік та короткий опис парків Львова:

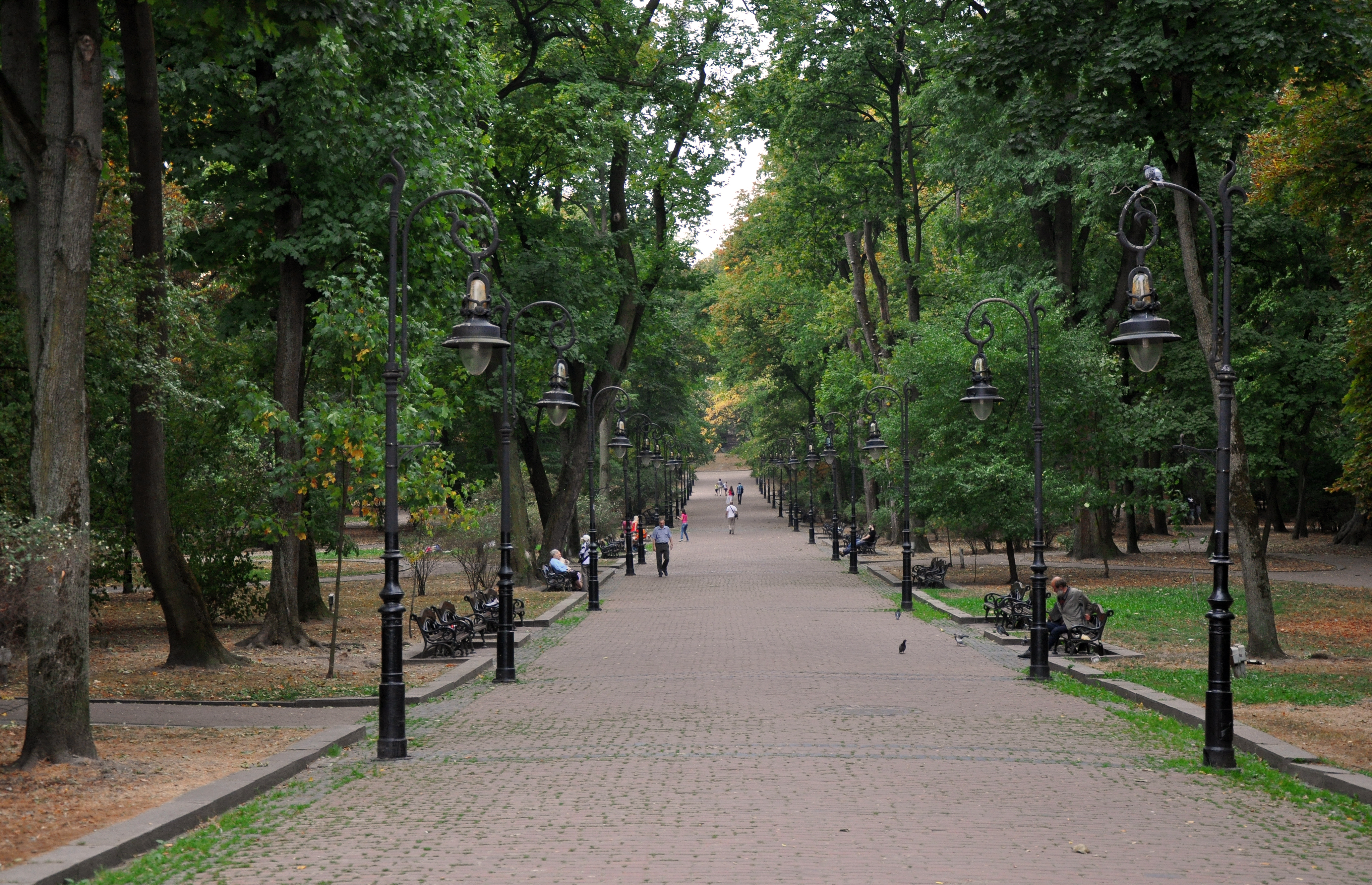
Парк імені Івана Франка (2015)

- Парк Івана Франка — найстаріший та один з центральних парків міста, розташований перед головним корпусом Львівського національного університету імені Івана Франка (будівля колишнього Галицького сейму). Вважається найстарішим міським парком в Україні. Більшість дерев тут були посаджені протягом 1885–1890 років, однак є і трьохсотлітні дуби та клени.

- Стрийський парк — один із найстаріших і найгарніших парків Львова, пам'ятка садово-паркового мистецтва національного значення. Розташований у місцевості Софіївка Галицького району. Вважався найгарнішим парком міжвоєнної Польщі. Містить сред іншого оранжерею з пальмами, фікусами та агавами і озеро з лебедями.

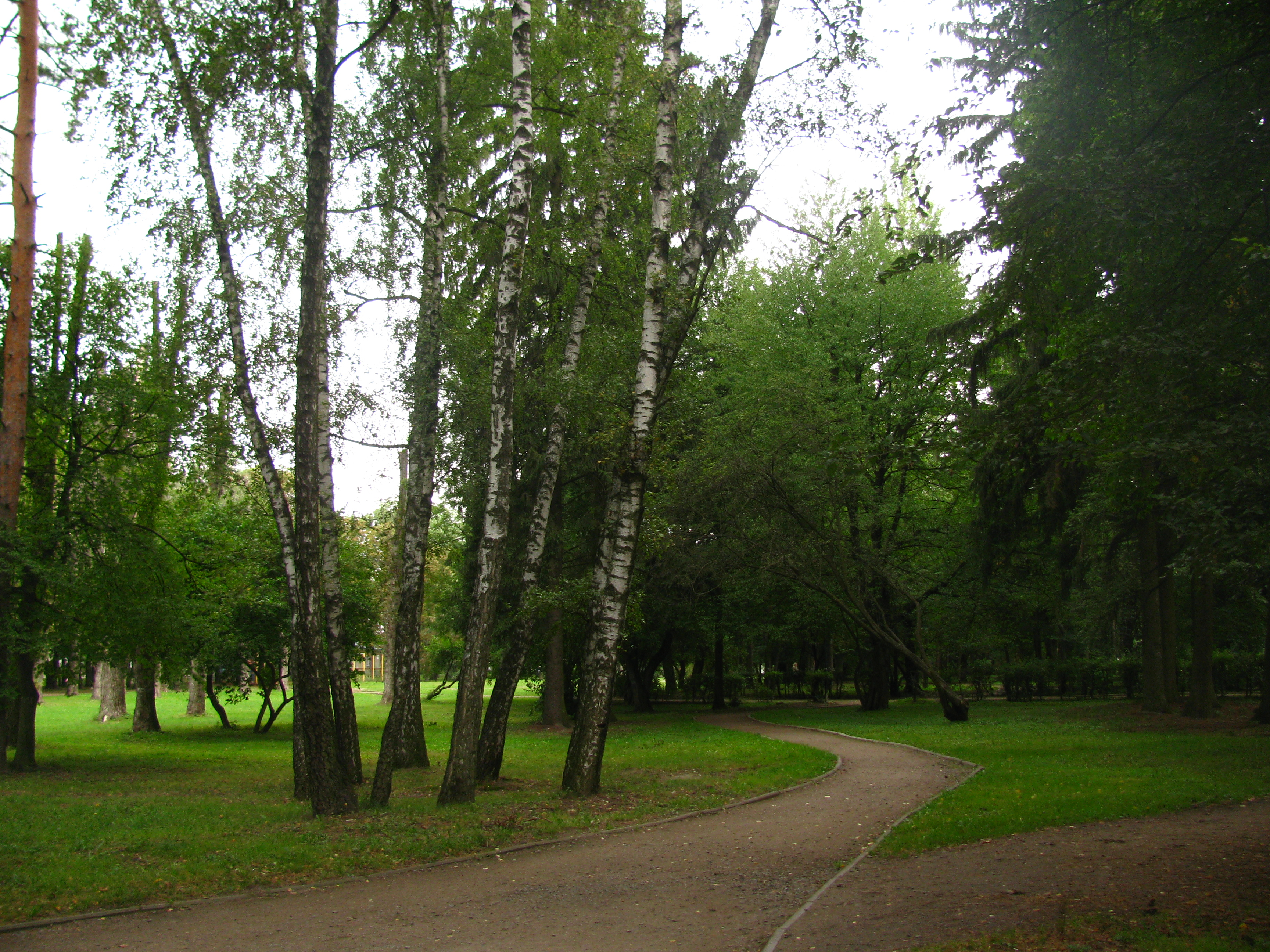
Левандівський парк (2012)

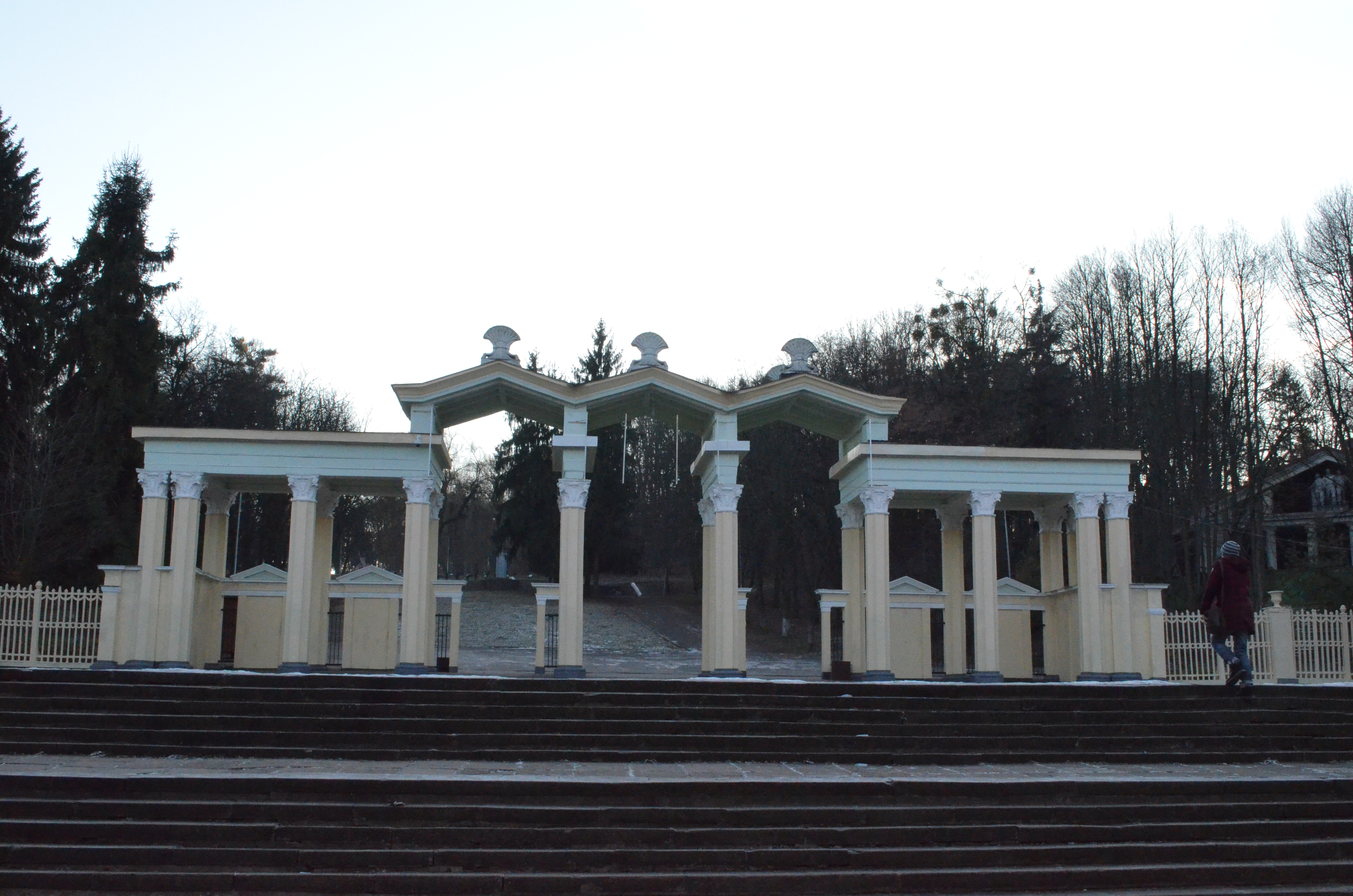
Вхід в парк Богдана Хмельницького (2013)

- Парк культури та відпочинку Богдана Хмельницького — ще один з центральних парків міста, розташований у Галицькому районі. Пам'ятка садово-паркового мистецтва місцевого значення (з 1984). Є одним з найкраще оранізованих парків міста, вміщає стадіон, парк атракціонів та колесо огляду. Вулиця Стрийська відділяє його від Стрийського парку, а вулиця Вітовського — від місцевості Цитадель.

- Знесіння — найбільший парк міста, площею 312 га. Створений у 1993 році для збереження та відновлення унікального природно-історичного комплексу гряди Знесіння і прилеглих територій давніх поселень — Знесіння і Кривчиці. Ідеально підходить для катання на велосипеді, лижах взимку та піших походів. На частині території парку розташовується музей народної архітектури і побуту просто неба «Шевченківський гай».
- Високий Замок — парк що вміщає Замкову гору на якій власне знаходяться залишки історичного «Високого замку» XIII-XIV століть. Замкова гора є найвищою вершиною Львова (413 м над рівнем моря) і однією з найпопулярніших точок огляду панорами міста.
- Погулянка — лісопарк у Личаківському районі Львова. Центральною віссю парку є потік Пасіка (витік річки Полтва) й алея, що веде від вулиці Погулянка до вулиці Пасічної та Вашингтона. Північна частина парку межує з Ботанічними садом Львівського університету.
- Горіховий Гай — парк у Франківському районі Львова у місцевості Кульпарків. Назва парку походить від плодів-горішків грабу, кількість якого є переважаючою у парку, хоча й зустрічаються буки, дуби, берези, є також невеликий ялиновий гай. На території парку є два ставки.
- Піскові Озера — невеликий парк у Франківському районі Львова в місцевості Новий Світ. Облаштований у 1960-ті роки на місці колишніх кар'єрів з видобутку піску, звідки й назва. Містить два озера сукупною площею 1,8 га, загальна площа парку — 5,8 га.
- На Валах — парк який частіше називають сквером через те що його площа становить лише 1,9 га. Вважається другим за віком парком міста. Розташований у центральній частині перед Львівською облдержадміністрацією. На його території розміщена Порохова вежа.
- Снопківський парк — парк (лісопарк) у Галицькому районі Львова, пам'ятка садово-паркового мистецтва місцевого значення (з 1984). До нього прилягає територія стадіону «Україна» та Дендропарку імені Бенедикта Дибовського.
- Залізна Вода — парк у Сихівському районі Львова, пам'ятка садово-паркового мистецтва місцевого значення (з 1984). На території парку можна бачити виходи мергелів, що є причиною існування численних джерел. Назва парку походить від значного вмісту заліза в джерелах, що витікають тут.

- Левандівський парк — парк у Залізничному районі Львова на Левандівці. Недалеко від парку (за 400 м) знаходиться Левандівське озеро.
- Парк імені 700-річчя Львова — парк у Шевченківському районі Львова. Закладений 1956 року на торфовищах лівобережної заплави річки Полтви, у рік святкування  відповідного ювілею міста.
- Парк імені Івана Павла II — парк у Сихівському районі Львова біля Сихівського житлового масиву. До 2011 року мав назву лісопарк «Зубра».
- Студентський парк — невеликий парк (15 га) у Франківському районі Львова, розташований біля гуртожитків Львівської Політехніки. Приблизно за 500 м від парку розташовується дендропарк Ботанічного саду лісотехнічного університету.
- Личаківський парк — парк у Личаківському районі Львова, створений ще у 1894 році, пам'ятка садово-паркового мистецтва місцевого значення з 1984 року. Розташований поблизу Личаківського цвинтаря та Ботанічного саду Львівського університету.
- Скнилівський парк — парк у Залізничному районі в місцевості Скнилівок. Розташований поблизу аеропорту «Львів».
- Білогорща — лісопарк у Залізничному районі Львова між Левандівкою, Білогорщею та районом вулиці Курмановича.
- Замарстинівський лісопарк — лісопарк у Шевченківському районі Львова. Розташований у північній частині міста, на пагорбах, які вважаються крайньою південно-східною околицею горбистого пасма Розточчя.
- Боднарівка — невеликий парк у Франківському районі в однойменній місцевості. Загальна площа 5,8 га, у парку є невелике озеро.
- Кортумова Гора — лісопарк у Шевченківському районі Львова. Є геологічною пам'яткою природи місцевого значення. Розташований у західній частині міста, на схилах однойменної гори, що є продовженням горбистого пасма Розточчя.
- Винниківський лісопарк — лісовий масив між Львовом та Винниками, офіційно не є міським парком але фактично частково таким є. Популярний серед любителів велосипедного та мотоциклетного спорту. У лісі розташована пам'ятка історії та природи Чотові скелі, а також заказник «Чортова Скеля», Медова печера і Винниківське озеро. Крім того, на основі лісопарку 1984 року було створено лісовий заказник «Винниківський», загальною площею 848 га. Охороняються цінні дубові насадження з мальовничими ландшафтами.
- Брюховицький ліс — подібно до Винниківського не має статусу парку але є популярним місцем відпочинку львів'ян. Він простягається від місцевості Голоско до східних околиць селища Брюховичі.